# 葬儀

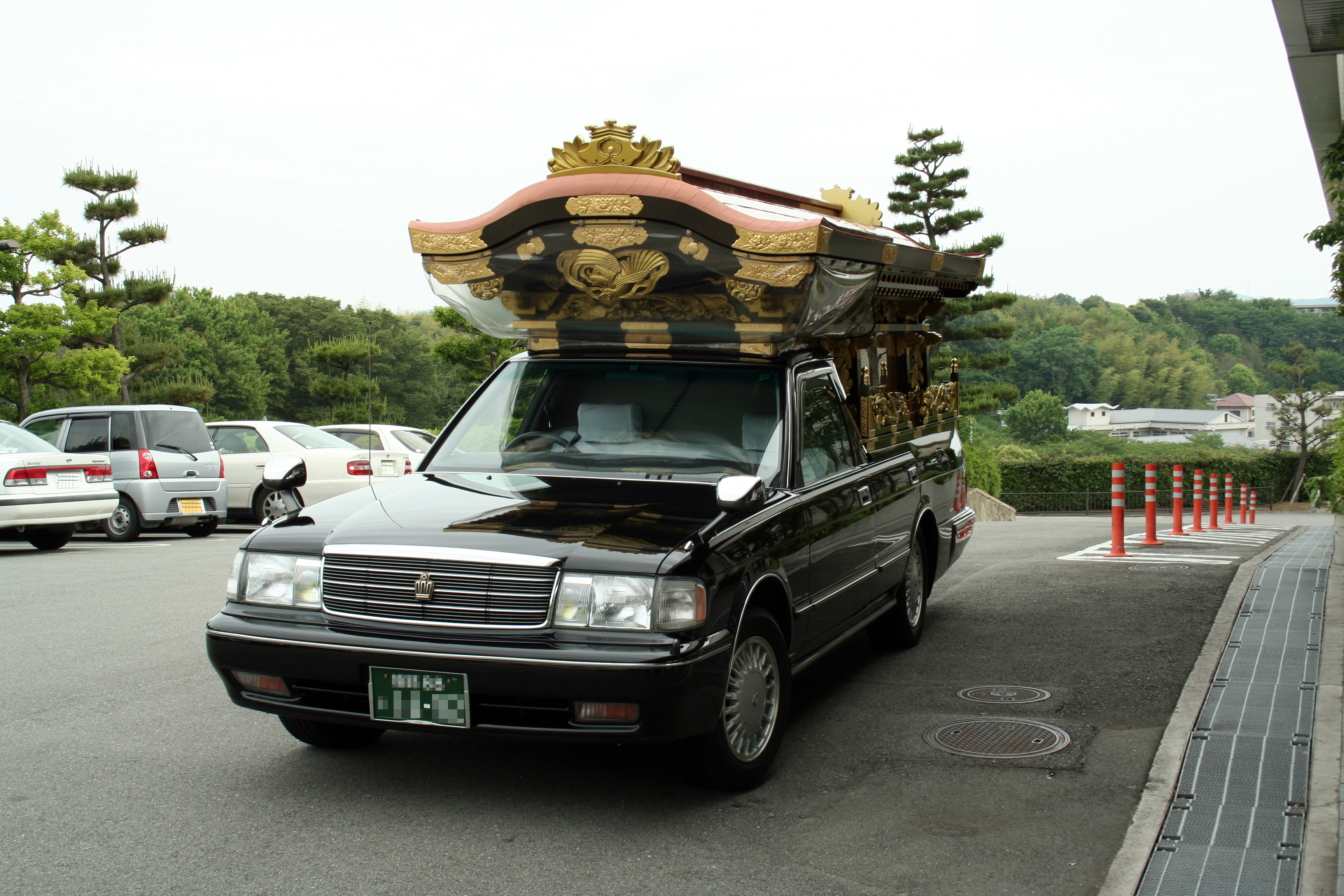
日本の宮型霊柩車

葬儀（そうぎ、中: 葬礼）あるいは葬式（そうしき）とは、人の死を弔うために行われる祭儀・葬制の一部である。

## 歴史
現在、発見されている歴史上初めての葬儀跡と言われている物が、イラク北部にあるシャニダール洞窟で見つかっている。この洞窟の中には約6万年前と推定されるネアンデルタール人の骨が見つかっており、その周辺にはこの洞窟から見つかるはずの無い花粉が見つかっている。これは死者を弔うために花を死体の周りに添えたと解釈されている。しかし、近年の研究では、ネアンデルタール人による埋葬の習慣に関して疑問が投げかけられており、また、仮に埋葬の習慣を認めるとしても、その形式は、ホモ・サピエンス(現生人類)と比較すると、かなり単純である。
ホモ・サピエンスは、ネアンデルタール人と違い、抽象的思考力や認知能力、言語能力が高く、高度な精神文化を発達させた。その結果として、ネアンデルタール人と違い、ホモ・サピエンスによる埋葬の形式は高度化した。
『ギルガメシュ叙事詩』の主人公ギルガメシュは、死んだ友人エンキドゥの復活を願い埋葬せずに7日7晩嘆き悲しんだが、その死体が腐敗していく様に恐怖した。古代エジプトや古代ギリシャなど、古代社会では死者の腐敗は恐怖の対象であり、死者の不名誉な姿を見ないために葬儀が行われた。
古代ギリシャや古代ローマでは、霊魂は不死であり、死後一定期間肉体の周辺にとどまった後に冥界や天界に旅立つ、と考えられた。古代ギリシャでは土葬と火葬が併用されたが、土葬に比べて火葬は手間と費用が必要だった。エトルリア文化の影響のあった古代ローマでも火葬と土葬は混在していたが、肉体の復活を信じる人は土葬を選択した。

## 宗教ごとの葬儀

多様な文化における様々な葬儀
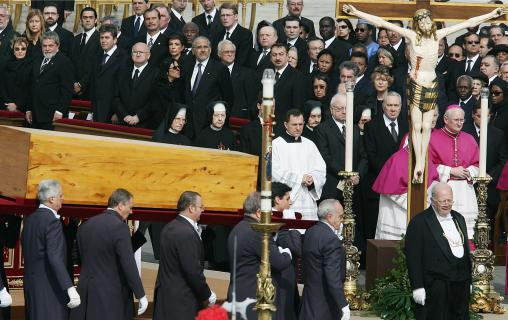
ローマ・カトリックの葬儀（教皇、ヨハネ・パウロ2世の葬儀）
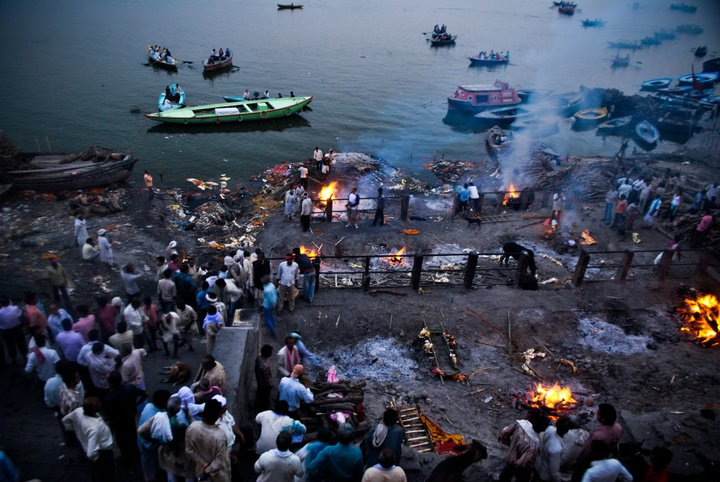
ヒンドゥー教徒の葬儀（北インドのen:Manikarnika Ghatにおける葬儀）
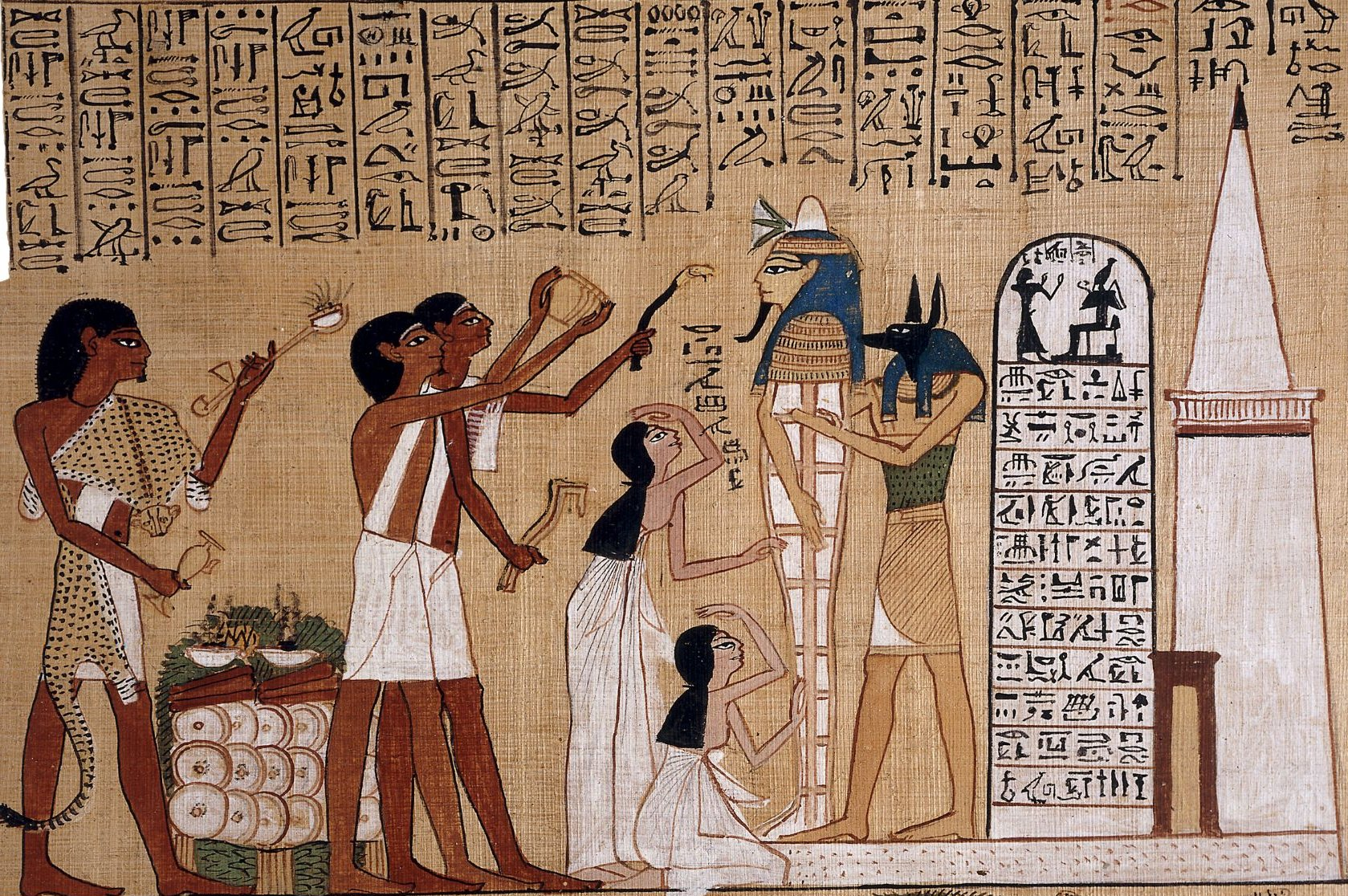
古代エジプトの葬儀
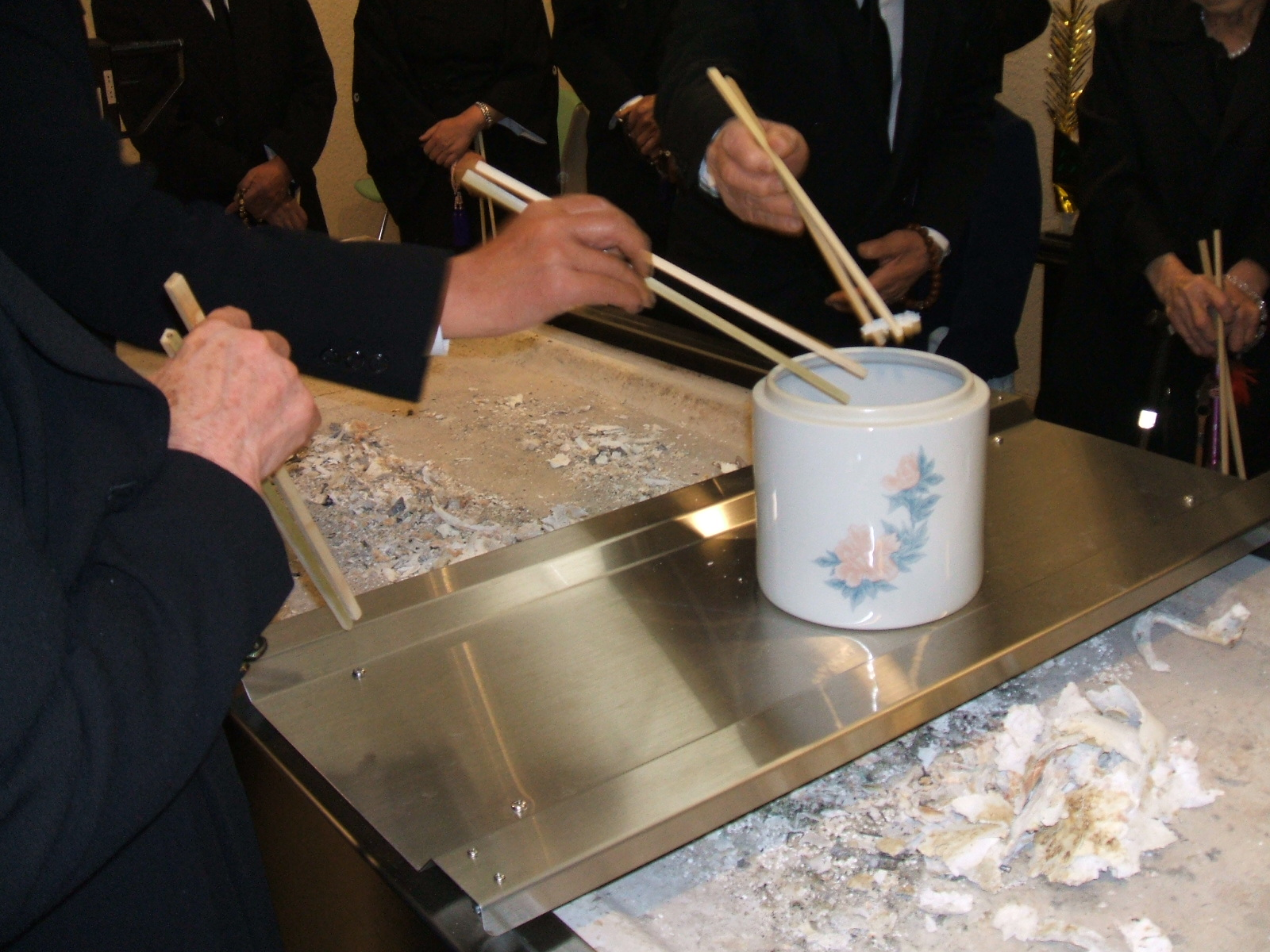
日本の仏閣葬儀

### キリスト教
キリスト教の葬儀の大きな特徴は、死をタブーや穢れと捉えず、葬儀もまた「天国への凱旋」として、悲しむべきものや忌むべきものとしてみなさない点である。教派により祭儀の形態が異なることから、葬儀の様式は一見大きく異なって見えるが、キリスト教の教義による死生観に基づき、この点については各教派とも共通して貫かれる。
葬儀の前夜の式典は、呪術的な必要から遺体を不寝番することを意味する「通夜」を避け、「前夜式」「前夜の祈り」などと呼ぶ。前夜式は自宅で行う場合もあるが、教会堂で行うことも多い。
キリスト教徒の比率が低い日本では、参列者はもとより遺族すらキリスト教徒で占められることは期待できないため、宗教的純潔主義の主張よりも地域の習俗を重んじる者らへの配慮が優先される。前夜式の設定のほか、焼香に代わる献花、「香典」「仏前」に代わる弔慰金の名目「御花料」などはそのために案出され、後に信仰的な意義付けがなされたものである。同様の理由で六曜「友引」には葬儀を控えることもあるが、これはほとんどの火葬場が休業であるという事情もある。また、死を穢れとみなさない教義から「清め塩」は使わない。
エホバの証人は、直葬後に追悼式を行う。遺族をはじめ参列者と故人を偲び、慰め合うとともに、聖書からの復活の希望を思い返す講話が行われる。葬儀には偶像崇拝に繋がる可能性のある遺影や遺骨を置かないが、故人の生前の人生を偲ぶ写真や物品が置かれたり、映像が流される事もある。

#### カトリック教会
カトリック教会における葬儀観は、現代のカトリック教会の精神をもっともよく表している第2バチカン公会議の文書の一つ『典礼憲章』から読み取ることができる。同文書では「葬儀はキリスト信者の死の過ぎ越しの性格をより明らかに表現し、典礼色も含めて各地方の状況と伝統によりよく適応したものでなければならない」（81条）としている。現代のカトリック教会における葬儀は、この文書をうけて改訂され、1969年に発表されたカトリック教会の儀式書『葬儀』およびその各国語訳に基づいておこなわれているが、それ以前のものと比べると二つの特徴をあげることができる。
まず、第一は葬儀が「キリスト信者の過ぎ越しの性格を表現するもの」であると宣言されていることである。つまり死が人間にとって完全な終わりではなく、キリストを信じることで永遠の命と復活への希望に入るものとなるということである。このことからカトリック教会では信徒の死を「帰天」と呼ぶことがある。かつてのカトリック教会では、死と関連して死後の審判や煉獄や地獄の恐怖が強調されることが多かったが、そのような考え方もこの視点によって修正された。これと関連して葬儀ミサ（レクイエム）で歌われた続唱などが、その内容がキリスト教本来の死生観から外れたものとして廃止されている。
第二の特徴は、カトリック教会の葬儀は全世界一律でなく地域の文化に合わせる柔軟さを持っているということである。日本においても当然固有の文化と伝統が尊重される。この精神に従って日本での葬儀では献花の他に焼香が行われることもあり、カトリック信徒でない参列者が多数を占めることが多いという現実が配慮されている。具体的には葬儀で用いられる用語や固有の表現は可能な限り避けられ、ミサに代えて「ことばの祭儀」を行いうることなどがあげられる。
カトリック教会における葬儀は、死者のために祈ることももちろんであるが、残された生者のために祈る場でもあり、神が悲しみのうちにある遺族を励ましてくださるよう祈ると同時に、キリストに結ばれたものとして、キリストが死んで復活したように自分たちもキリストの死と復活にあずかることができるという信仰を再確認する場でもある。

#### 正教会

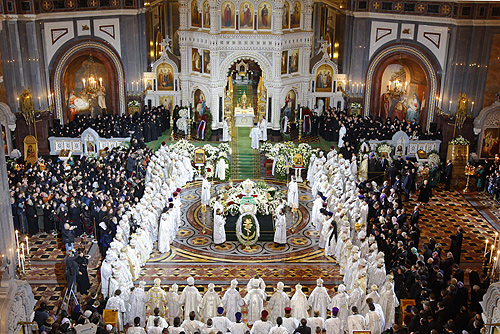
アレクシイ2世の埋葬式の模様（救世主ハリストス大聖堂）。基本的にパニヒダや埋葬式などでは、教衆は白色の祭服を着用するが、参列者は黒色の喪服を着用するのが一般的。

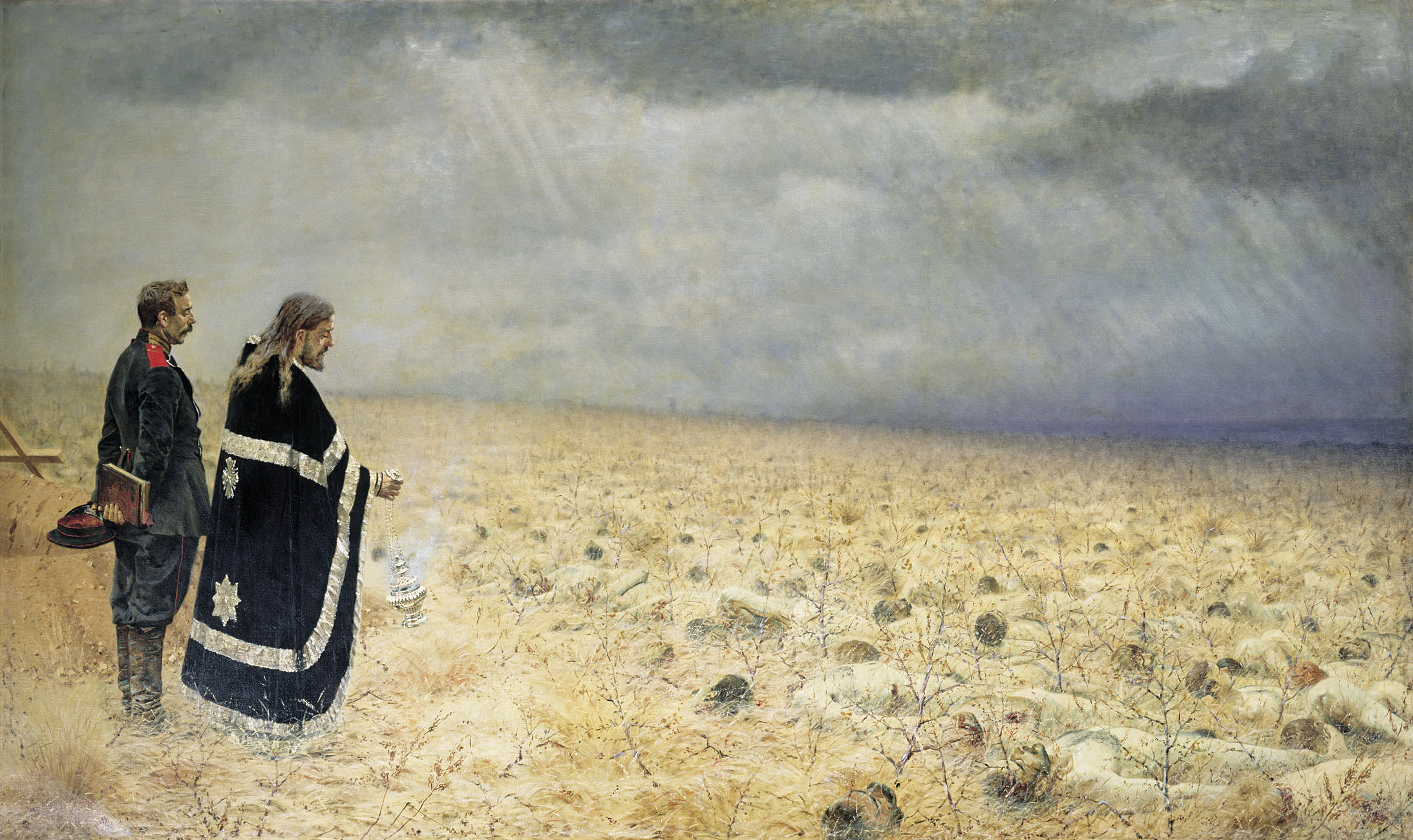
『敗北。パニヒダ。』（Побежденные. Панихида.）ヴァシーリー・ヴェレシチャーギンによる露土戦争の一場面を描いた油彩画。膨大な数の兵士達の遺体を前に、正教会の司祭が振り香炉を振りつつ、パニヒダを捧げている。

ギリシャ正教とも呼ばれる正教会の葬儀は、埋葬式と呼ばれ、主に連祷と、無伴奏声楽による聖歌から構成されている（正教会の聖歌は無伴奏声楽が原則である）。永眠した正教徒が、神からの罪の赦しを得て天国に入り、神からの記憶を得て、永遠の復活の生命に与ることを祈願するものである。
正教会では「逝去」「亡くなられた」「故人」ではなく、それぞれ「永眠」「永眠された」「永眠者」の語が用いられる。これは、正教会においては死は来世の復活の生命に与るまでの一時的な眠りとして捉えられている為である。
埋葬式の前晩にはパニヒダが行われる。正教会においては終夜、永眠者のために祈ることは初代教会から大事にされた伝統であるとされ、前晩のパニヒダを通夜と呼ぶ事もあまり忌避されない（「パニヒダ」の語源がそもそも「夜通しの祈り」という意味である）。また、永眠後の「三日祭」「九日祭」「四十日祭」「一年祭」「年祭」にもパニヒダが行われる。正教会においては死は忌むべきものではなく復活への入口であるため、このように「祭」の語彙が用いられる。

#### プロテスタント
プロテスタントの葬儀は欧米では日中の葬儀・埋葬礼拝のみであることが多い。
キリスト教（特にプロテスタント）では、人の死は忌むものではなく、人の霊が地上の肉体を離れ、天にいる神とイエス・キリストのところに召されることであり、イエス・キリストの再臨において復活するための準備に過ぎない（このことからプロテスタント諸教派では信徒の死を「召天」と呼ぶことがある。したがって、死とは、天国において故人と再会できるまでの一時の別れであり、地上に残された者（遺族などの生存者）にとっては、その別れが寂しく慰められるべき事であるが、死そのものは悲しむべき事ではないと説明される。
日本では通夜の代わりに「前夜式」を行なうことがある。

### イスラーム教（イスラム教）

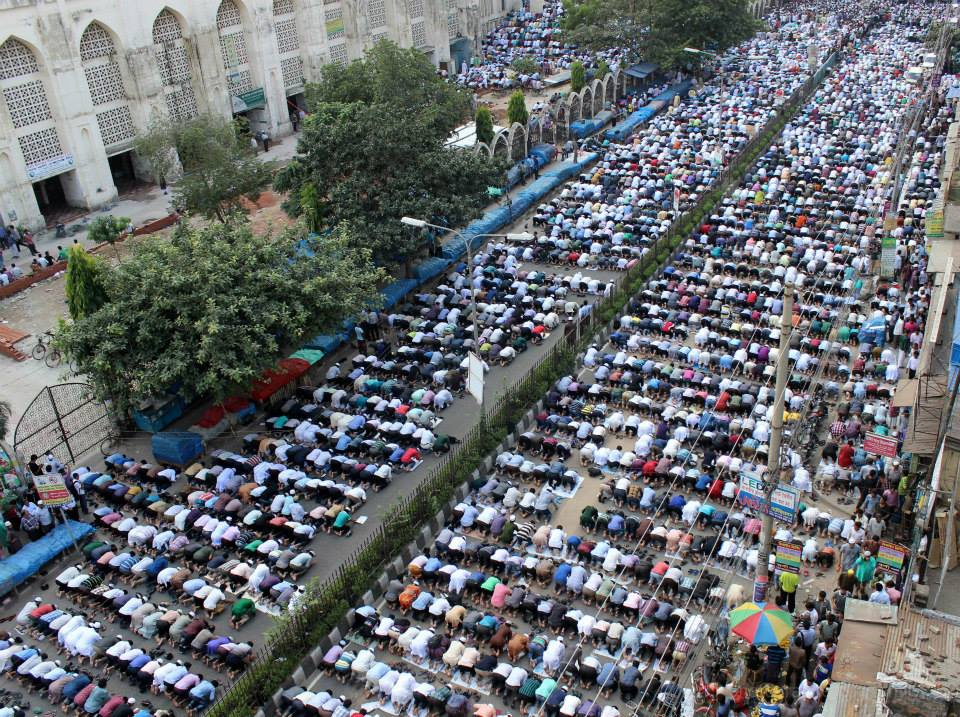
グラム・アザムの葬儀の様子（2014年、バングラディッシュ、ダッカにて）

イスラーム教における死は、神アッラーへの服従と一時的な別れとし、アッラーの審判の日に復活をすると信じられているため、土葬される。死後なるべく早く葬儀を済ませるべきであるという考えから、死亡の翌日には執り行われることが多い。死亡した場所の法律にもよるが、同性の遺族または専門の業者が遺体を洗浄し、縫い目のない白い布に包まれ、ミンバル(説教壇)の前にある台に設置される。その前にイマーム(導師)が立つ。礼拝はイマームに従い、参列者が起立したまま行われる。
遺族が葬儀中に泣き叫ぶことは禁止されている一方で、泣き女として雇われた女性が「オルルル！」という声を響かせる。礼拝が終わると遺体が墓地へ運ばれ、頭部をメッカの方向を向かせて、右腕が下になるようにして埋葬される。遺族は男性は3日間、女性は4ヶ月10日間を喪に服し、派手な生活は控えるよう規定されている。

### 道教

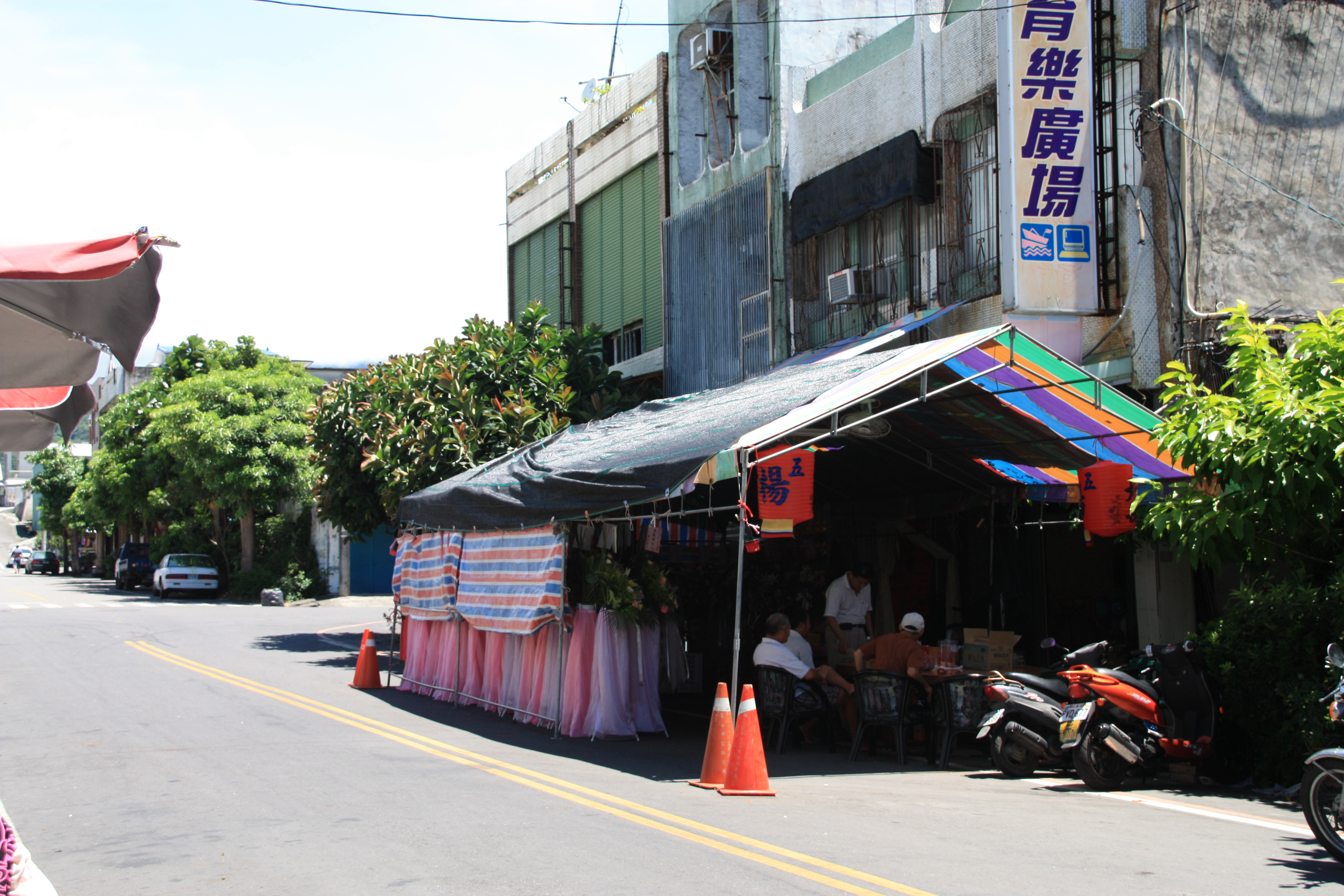
台湾の葬儀の準備

中国や台湾では道教や風水の影響を強く受けた葬儀が行われている。
葬儀には白を基調とした色が用いられ、「白事」とも呼ぶ（逆に婚礼は赤を基調とし「紅事」とも呼ぶ）。
まず、遺体を整え、洗い清めた後に「寿衣」と呼ばれる白い死に装束を着せる儀式「小殮」を行う。葬儀の手配をした後、葬儀の日程や場所を親戚や知人に知らせる「報喪」を行う。知らされた人は花輪（花圏）を用意したり、「対聯」と呼ばれる葬送にふさわしい言葉を書いて贈ったりする。葬儀の場所は葬儀場（「殯儀館」）を使う場合の他、自宅前の道路にテントを立てて行うことも多い。死者は葬儀が行われるまで「霊棚」などと呼ばれる祭壇に安置される（「停霊」）。祭壇には死者の遺影（「遺像」）を飾り、死者が好んだ食べ物などを供物（「供品」）として供え、線香や蝋燭の他、「紙銭」（紙幣状の冥銭）や「紙紮」と呼ばれる紙で作った日用品や家が用意される。通夜に当たる縁者による訪問を受けることは「守霊」と呼ぶ。この際、近親者は薄い色の生成りの麻布で作られた「孝服」と呼ばれる喪服を着て、藁縄で結んで留め、草鞋を履く。道士による読経の他、楽隊を用意して、チャルメラ（「嗩吶」）などの吹奏、鼓舞が行われる。
葬儀は「大殮」と呼び、家族の前で遺体を布団を敷いた棺に入れ、釘を打つ。裕福な家庭では遺体を入れた内棺を外棺に入れ、間に副葬品を入れる。やはり、道士による読経、楽隊の吹奏、鼓舞が行われる。
出棺は「出殯」といい、喪主（主に長子）が「摔盆」という陶器の盆を割る儀式を行う。土葬が行われることが多く、棺を担いで墓地まで送り届ける。「引魂幡」と称して、旗を掲げて葬列を先導し、楽隊が演奏を行い、爆竹を鳴らしながらついて行くが、現在は自動車に地味な色の飾り付けをして用いることも多い。埋葬の場所や、時間は風水師に決めてもらうことが多い。
埋葬後、7日毎に墓に出向き、「紙銭」を焼いて読経する「焼七」を7回行い、「断七」の四十九日まで行い葬儀は終わる。その後、伝統的には3年間は喪中とするが、現在は短縮化されている。後に遺骨を洗い、骨を「金塔」と呼ばれる陶器の甕や塔状納骨器に納め直すことが行われる。

### 儒教
儒教の葬礼は上記道教の葬礼と重なる部分も多い。
儒教においては親の葬儀を盛大に営む事が何より大切な事とされる。元々儒教教団はそう言った葬儀に関する様々なしきたりを教授するための人から生まれたものである。
儒教の死生観では人は死ぬと魂（こん）と魄（はく）と言う二つのたましいに分かれる。魂は精神を、魄は肉体をつかさどるたましいであるとされる。魂は天の陽気からのたましいであり魄は地の陰気からのたましいである。魂は天に昇って神になり、魄は地に返る。残された者たちは魂を祀る為に位牌を作って廟に祀り、魄の戻る場所として地中に遺体を埋める。
葬儀では死者の魂を天国や地獄など7つの世界を巡らせる儀式を行う。この儀式で死者の魂が最後に到達する世界はこの世であり、再びこの世に生まれ変わってきて欲しいとの願いを込めている。
また、死者との関係ごとに定められた作法で慟哭することが求められる（哭礼）。朝鮮半島では、葬儀に出席して声を上げて泣く事でお金を貰う泣き女が存在する。

### バリ島のヒンドゥー教

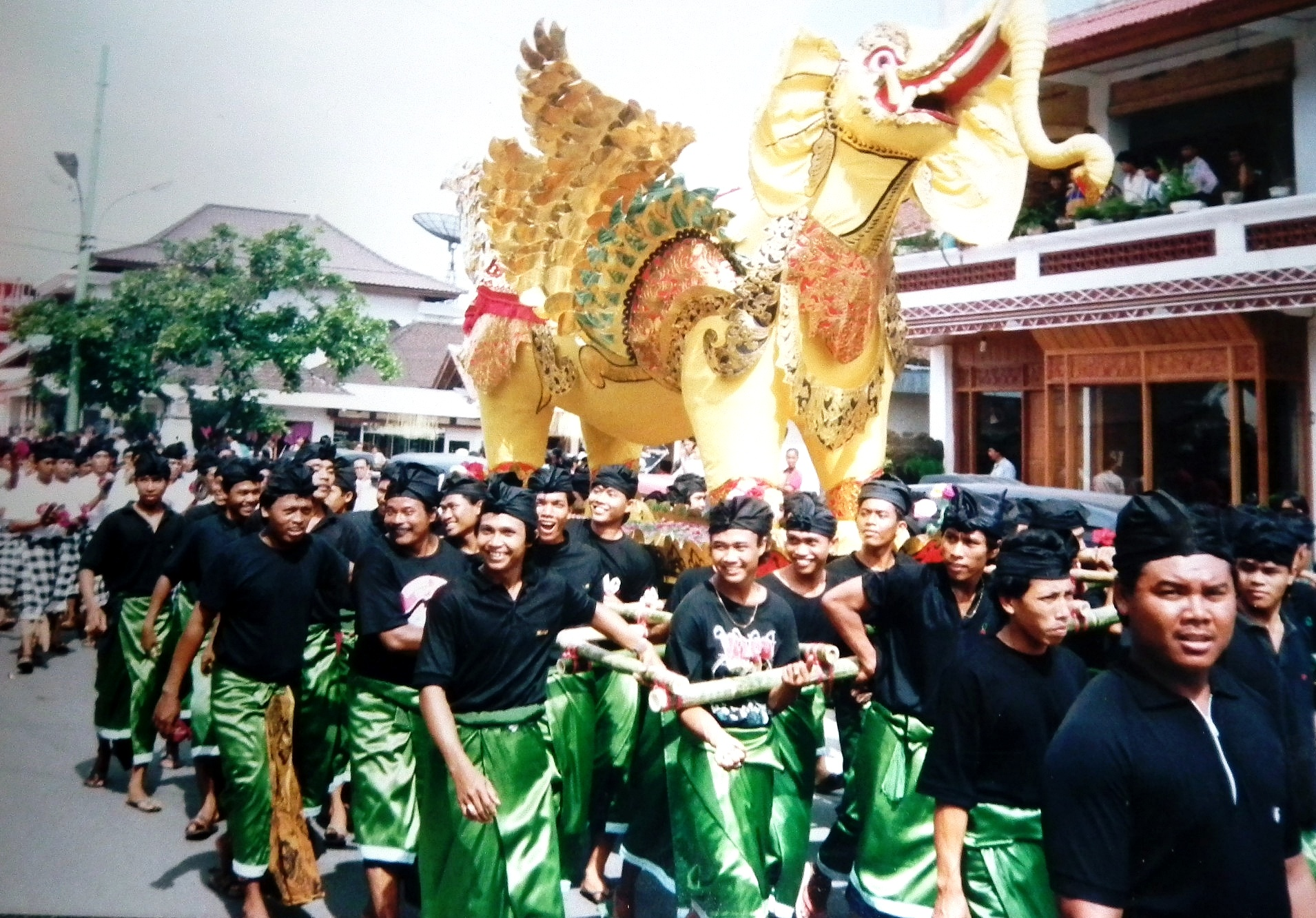
バリ島の葬儀。葬列ではにぎやかなガムランが演奏され、晴れやかな儀式であるため人々の表情は一様に明るい。

水辺で火葬にし、そのまま水に流す。海が近ければ海まで、そうでなければ川まで、棺を運ぶ葬列を仕立てる。葬列では、楽器を運びながらガムラン音楽を演奏する。費用がかかるため、没後すぐに行えない場合も多い。貧しい村では数人の他界者が出るまで待ち、まとめて葬儀を行う。天国へ行くための晴れやかな儀式であり、葬儀へ参加する人々の表情は、一様に明るい。

## 葬礼の様式

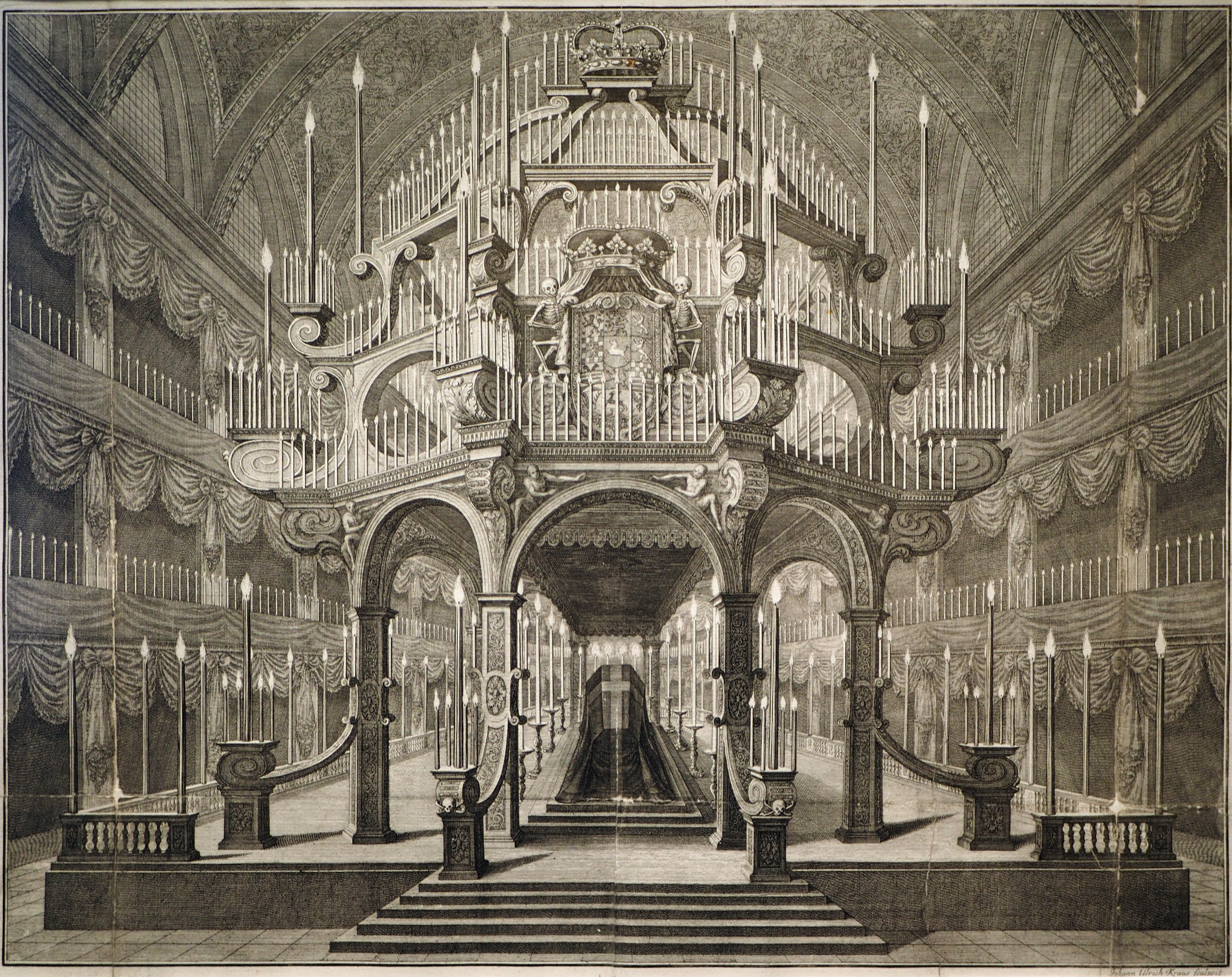
ヨーロッパで行われていた権威が死亡した場合に、教会などの権威がある建物の傍に臨時に設置された葬儀場Castrum doloris（ラテン語で嘆きの城の意）。可動式の棺Catafalqueや棺に添えられる肖像画コフィン・ポートレイトなどで構成される。

### 葬儀
- 密葬
- 家族葬
- 大喪の礼・国葬
- 市民葬・区民葬
- 福祉葬
- 企業葬
  - 社葬とも呼ばれ、故人が所属していた企業が中心となって行われる葬儀。お別れの会とも冠されることもある。家族葬や密葬の後に行われることも多い。
- ペット葬
  - ペットの為の葬儀で、家族として飼われてたペットの葬儀。
- 生前葬

### 遺体の処理法・葬送
- 鳥葬
- 獣葬
- 埋葬
- 土葬
- 風葬
- 火葬
- 水葬
- 樹木葬
- 冷凍葬
  - 遺体を冷凍して粉砕することでエコロジーの観点から火葬にかかるエネルギーを節約するもの[12]。
- 宇宙葬
- エンバーミング
  - 遺体の血液を防腐液と交換し、また必要に応じて修復する技術。衛生的な長期保存が可能になる。
- プロメッション
  - 別名はフリーズドライ埋葬法で、遺体をフリーズドライにして、堆肥にして、土に撒くようにして自然に返す。
- 堆肥葬（有機還元葬）

### 遺骨の処理法
- 納骨
- 分骨
- 洗骨
- 散骨

## 日本の葬儀

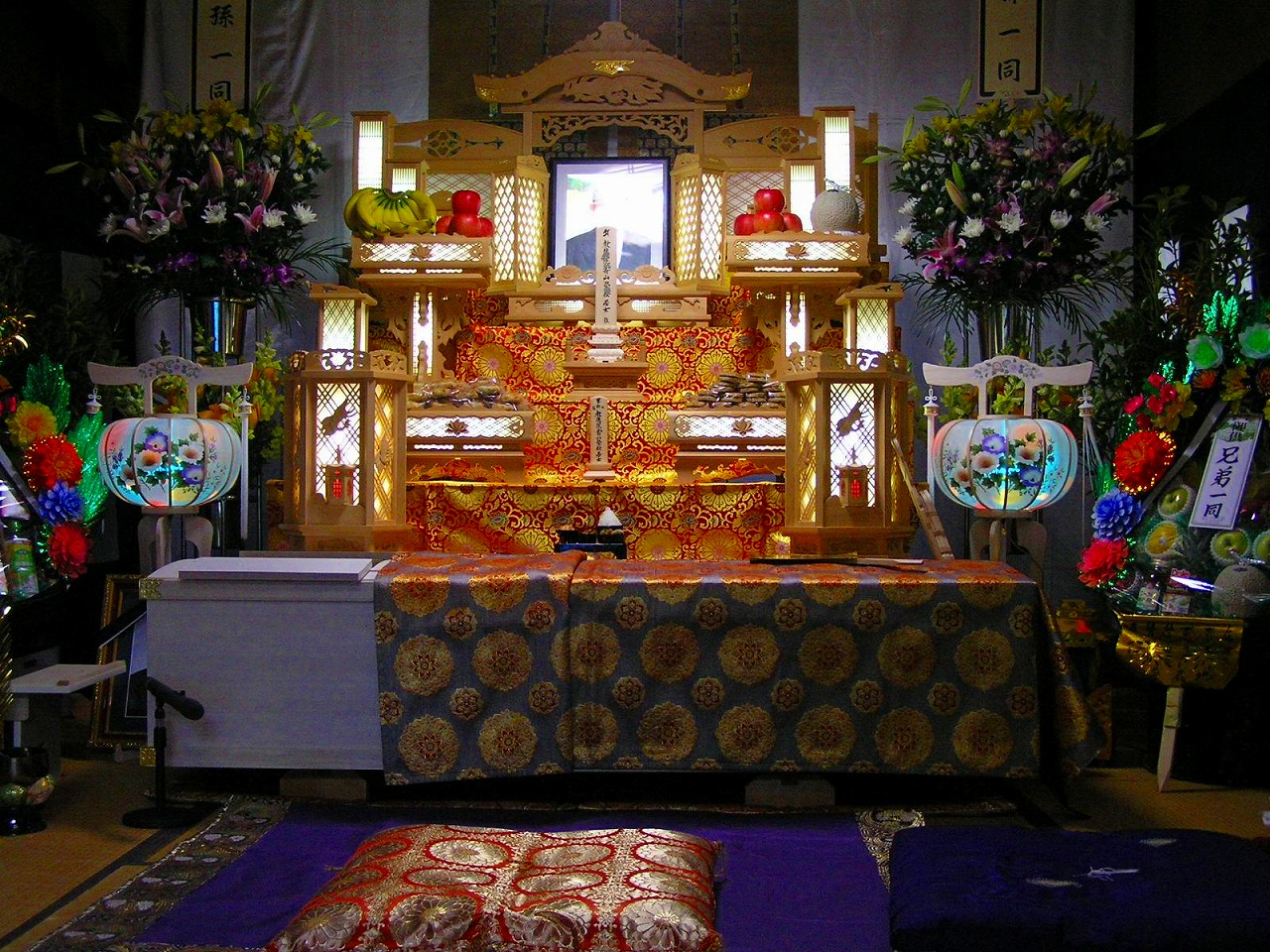
現代日本の葬式の祭壇の一例

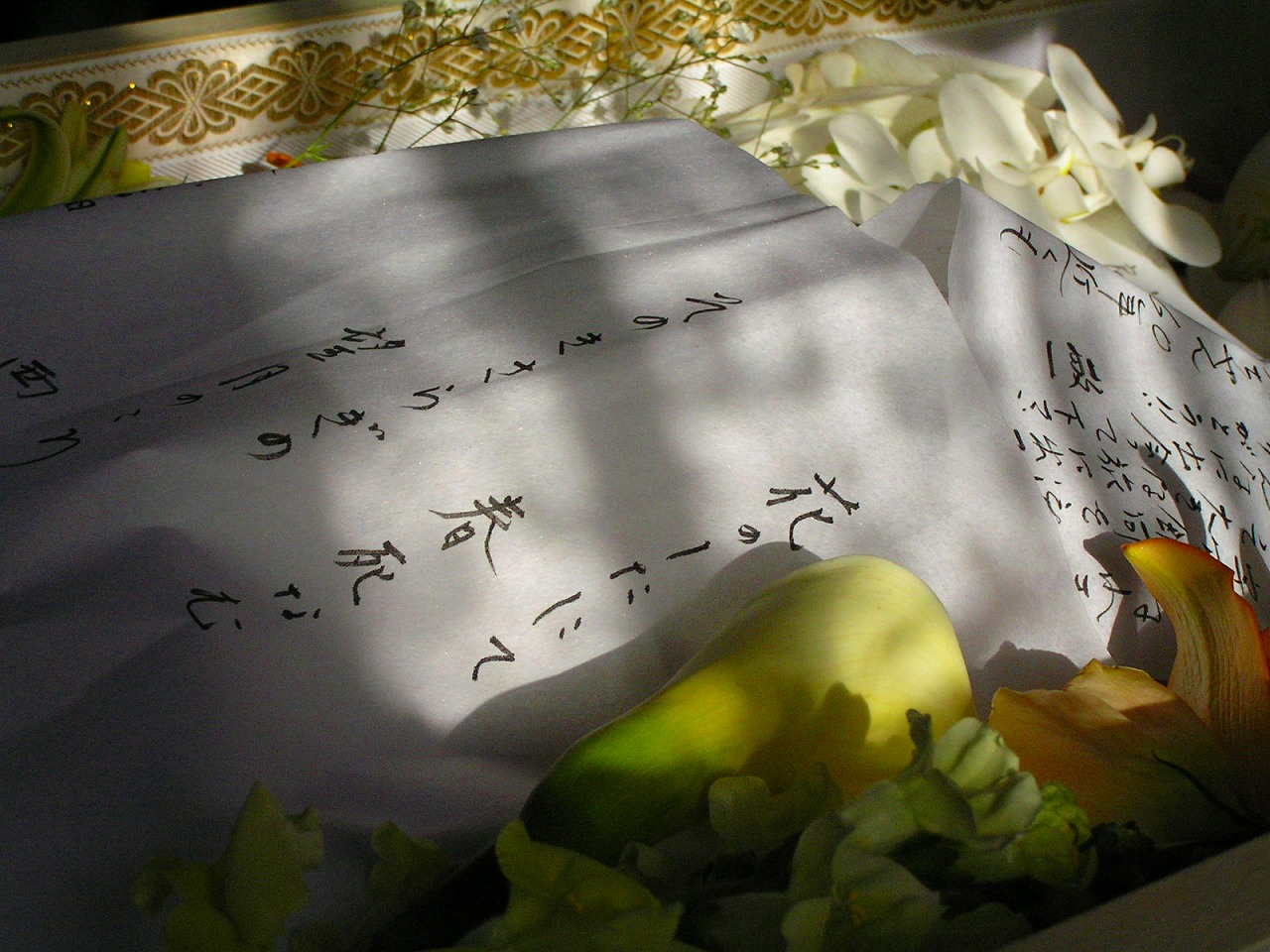
出棺前のお別れに際して、棺桶に花や手紙が添えられる。

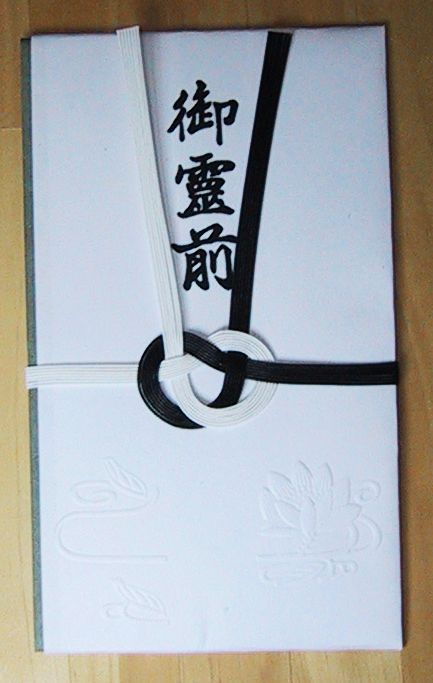
香典袋の一例
「御霊前」は禅宗、浄土真宗、キリスト教では用いられない。

通夜は古代の殯（もがり）に発するもので、葬儀の前夜祭の形態をとる。誰かが寝ずの番をして（交代でもよい）、夜明けまで灯明や線香の火を絶やさないようにしなければならない。これには魔除けの意味がある。近年では消防署などにより、式場では夜間の火は焚かないよう指導が入ることもあり、都市部の式場では夜通しではなく「半通夜」と呼ばれる形態で、夜は遺族が帰ってしまう場合もある。僧侶などによる葬儀が終わると出棺が行われ、多くの参列者とは別れるのが一般的である。

### 葬儀の風習
出棺の際に、故人が使っていた属人器であるご飯茶碗を割ったり、座敷を掃き出したり、カゴや臼を転がしたりする風習が残っている地方がある。地方によっては、埋葬した死霊が付いて来ないよう、火葬場に向かう道と帰り道は同じ道を通らず、一本道で難しい場合であっても可能な限り同じ道を通らないようにする風習がある。逆に同じ道を通らなければならないとする風習の地方もある。
葬儀終了後に「振り塩」と呼ばれる清めの塩を撒く。ただしこれは神道由来の慣習であって、死を穢れとみなさない仏教の教義に反するとの考え方が多くなり、元来これを行っていなかった浄土真宗を中心に、近年では行われない場合も少なくない。
遺体を安置する場合には、遺体の胸の上に魔除けとして刃物を置き、これを「守り刀」と呼ぶ。武士の社会で刀によって魔を斬るといった意味や、魔物の使いとされていた猫が光り物を嫌がるため、刀を置くことが魔除けとされたことに由来する。遺体を安置すると、そこに供え物として枕飯、枕団子を供える。枕団子は米の粉（上新粉）などを丸めて作ったもので、数は地域によって差があり、六地蔵、六道から六個とする説と、十三仏などからとった13個とする説がある。なくなった日から一個ずつ増やして四十九日までお供えし、49個飾る地域もある。枕飯はご飯を御茶碗に山盛りにして、御箸をさして飾る。
一般に告別式は友引の日を避けるが、これは俗に“友を（死に）引かない”よう配慮するためとされる。ただし本来は六曜は仏教とは関係がない、賭け事、勝負事から入って来ており、友引とは「勝負事で友人と引き分ける」という意とされ、陰陽道との混淆に由来する。ゆえに友引の日に告別式を行わない風習は迷信と考えられる。火葬場は友引の日が休業日になっている所が多いが、友引でも休業日でない所も増えている。
墓地など埋葬する場所まで送ることを野辺送りと呼ぶ。一部の地域では、出棺する前に棺をその場で3回回したり、建物を3回回ったりして出棺する「三回まわし」と呼ばれる風習が見られる。また、振り銭・振り餅、葬列時に花籠（竹の籠から割った竹を幾本も垂らし、紙の飾りをつけた物）に銭や餅を入れ落としながら葬列する風習もある。ざるから手で取って撒く場合は撒き銭・撒き餅などとも言う。
なお、同じ日本でも、沖縄県では中国の文化の影響を強く受け、琉球の信仰に基づく葬儀の風習はかなり特異であり（風葬、洗骨、死亡広告の項も参照）、告別式の前に火葬を行うのが普通である。また東北地方、中国地方、九州地方の一部でも告別式の前に火葬を行うことが多い（骨葬）。また、事故死や孤独死など遺体の損傷や腐敗が激しい場合、死因が感染症であるために通常の方式では参列者が感染する恐れがある場合、亡くなった場所から遠く離れた場所で葬儀を行う場合など、やむを得ない理由で告別式の前に火葬を行う場合もある。

#### 服飾の慣習
日本における葬儀の慣習として、葬儀は死者との別れを悲しむべき席とみなす考えから、一般に華美な服装は歓迎されず、黒色で光沢のない生地で仕立てた礼服・喪服を着用する。日本では葬儀に関わる一連の式（通夜、葬儀、告別式、納骨など）に参列する場合、黒を基本とした服装（正喪服・準喪服・略式）が一般的である。親族は黒や薄墨色の喪服（和装の場合もあるが、近年は男女ともに黒地の洋装が多い）で身を包む。制服を着用する官吏（警察官・消防官・軍人など）、制服の定められている学校に所属する学生・生徒は、それらの制服着用でも構わないとされている。女性の洋装の場合、スカート丈は膝の露出は避け、ストッキングは黒の無地を着用。ヘッドドレスとして黒いベールをあしらったトーク帽を着装する場合、黒の手袋とセットで用いる。なお、近年はパンツスーツも容認されているが、スカートの場合と同じく、膝の露出のないロング丈、靴下の類は黒で統一する。 
通夜に関しては、亡くなって間もなく執り行われる場合が多いため、礼装ではない衣服（例：ダークスーツやビジネススーツ、派手過ぎない色味で清潔感のある外出着など）が好ましい。一部地域では通夜も礼装である喪服の着用を促す見解もあるようだが、一般的には通夜の段階で畏まった礼装で赴くことは、故人が存命の頃から葬儀を予期して喪服を用意していたと思われる誤解が生じる可能性があり、失礼にあたるという考えから勧奨されないとする意見もある。
日本で避けるべきとされているもの
- 毛皮素材・ファー、皮革素材

殺生を意味するため。革ベルトや革靴は許容範囲とされる。なお、布貼りの礼装用ハンドバッグやパンプスが市販されている。
- 結婚指輪を除くアクセサリー類。

モーニングジュエリーとして名高いジェット、ブラックオニキス、仏教の七宝のひとつに数えられる宝具でもある真珠は一般的に可とされている。真珠は白色の物が多いが、冠婚葬祭のいずれにも対応できる装飾品とされているため葬儀の場でも身につけることが容認されている。ただし、ネックレスは一連のものを用い（二連などの重ね付けは避ける）、イヤリングをつける場合は揺れないタイプのものを選ぶ。ブローチやブレスレットの類は控える。また祝い事に多用される金色の貴金属は忌避されることがある。男女ともに派手なデザインの腕時計は式の間は一時的に外す方が好ましい。
- 濃い化粧やネイルアート、強い香りの香水類など。

### 葬儀の形態

#### 直葬
直葬とは、通夜・告別式等々の宗教儀式を行わず、火葬のみを行う葬儀形態のことである。
近年の日本で宗教観が変化したこと、人間関係の希薄化が進んだこと、さらに日本全体の高齢化の進行で、知人友人がすでに他界していたり高齢で葬儀に来られないといった事例が増加したこと、経済的な問題等により、2000年ころから都市部などで直葬が増加してきている。直葬は葬儀費用が平均で約18万円と安価である。NHKが2013年に行った調査によると、関東地方では直葬の比率は高く、葬儀全体の1/5を占めている。2019新型コロナウイルスでは、感染のおそれがあれば非透明過袋（バイオハザード対応遺体収納袋、ダブルジップ構造）に入れられ、24時間以内に火葬することができる。

#### 助葬
助葬（じょそう）とは、行旅死亡人、身寄りのない生計困難者や身元不明の人などが死亡した後、生前の縁者や関係者によって葬儀が行われず、替わって社会福祉事業や慈善事業団体、またはNPOなどによって行われる形態の葬儀。ホームレスなどで生活保護などの支援を受けていなかった死者であったとしても、助葬を担う団体や葬儀屋には、火葬から納骨までの費用を、生活保護行政の一つとして、各自治体が決めた定額内で支給され、共同墓地や共同納骨堂に遺骨は納められるが、この段階までを助葬と呼んでいる。一方、遺骨を納骨堂に預け引き取り人を待つ場合も少なからずある。
古くは1919年（大正8年）11月に東京で「財団法人助葬会」が設立されている。また19世紀中頃には大陸地域から香港、上海や外国へ移住した華僑や労働者などは、同郷の中国人社会で互助活動として助葬が行われていた。

### 各宗教の葬儀

#### 神道
神道での葬儀は神葬祭と呼ばれる。神道では死を穢れたものと考えるため、聖域である神社では葬式は通常おこなわず、故人の自宅か葬斎場で行うことが多い。現在の形の神葬祭は、仏式の葬儀が一般化した江戸時代でも神葬祭を伝えてきた神社での祭式を引き継いでいる。 式の際には、中央の祭壇の脇に遺影を置き、祭壇の奥に置かれた棺の後方に、銘旗と呼ばれる故人の名前が書かれた旗が立てられる場合が多い。そしてその周りに灯明、榊、供物などをあしらえたりする。
式の一般的な大まかな流れは、まず神職が塩湯や大麻等によって遺族と参列者および会場を祓い清める修祓を行う。そして神職により祖霊に供物である神饌を供する。神職は祭詞を奏上し、故人の生前の業績を述べ遺徳をしのびつつ、祖霊となって遺族を守ってくれるよう願う。参列者は玉串をささげて、二拝二拍手一拝をおこない故人をしのぶ。このとき拍手は、音を立てない「しのび手」でおこなう。
また、神道では、墓所を「奥都城」「奥つ城」（おくつき）と呼び、墓石にも「○○家之奥津城（奥都城）」と表示している家が多い。墓石の頂点を烏帽子に見立て、尖らせる等の外観上の違いもある。「霊爾」（れいじ。仏教の位牌にあたる）を祀る場合は仏壇の代わりに御霊舎（みたまや）を置いている。
天理教・金光教などの教派神道においても、神葬祭を元にした独自の葬儀を行うことが多い。

#### 仏教

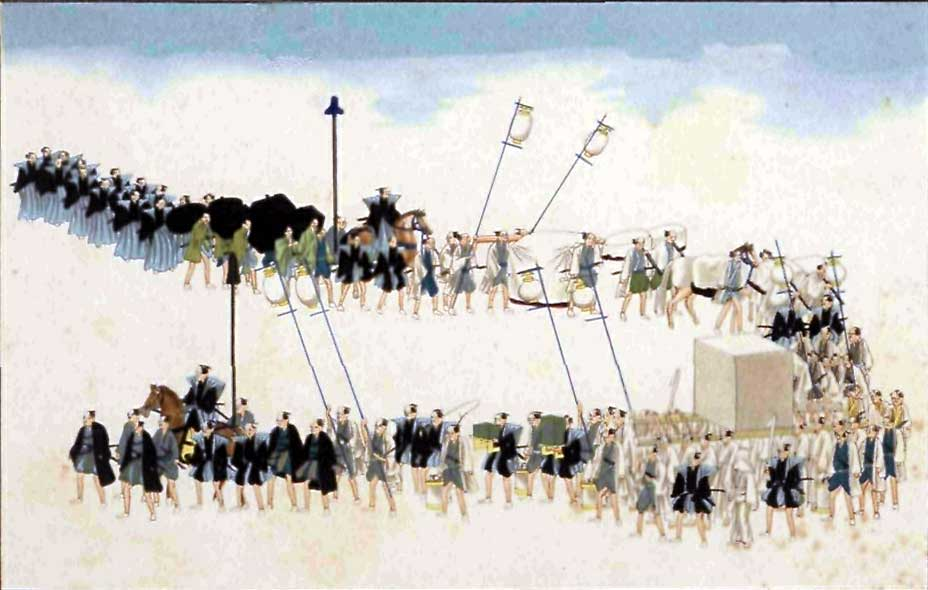
大名の葬列。『日本の礼儀と習慣のスケッチ』より、1867年出版

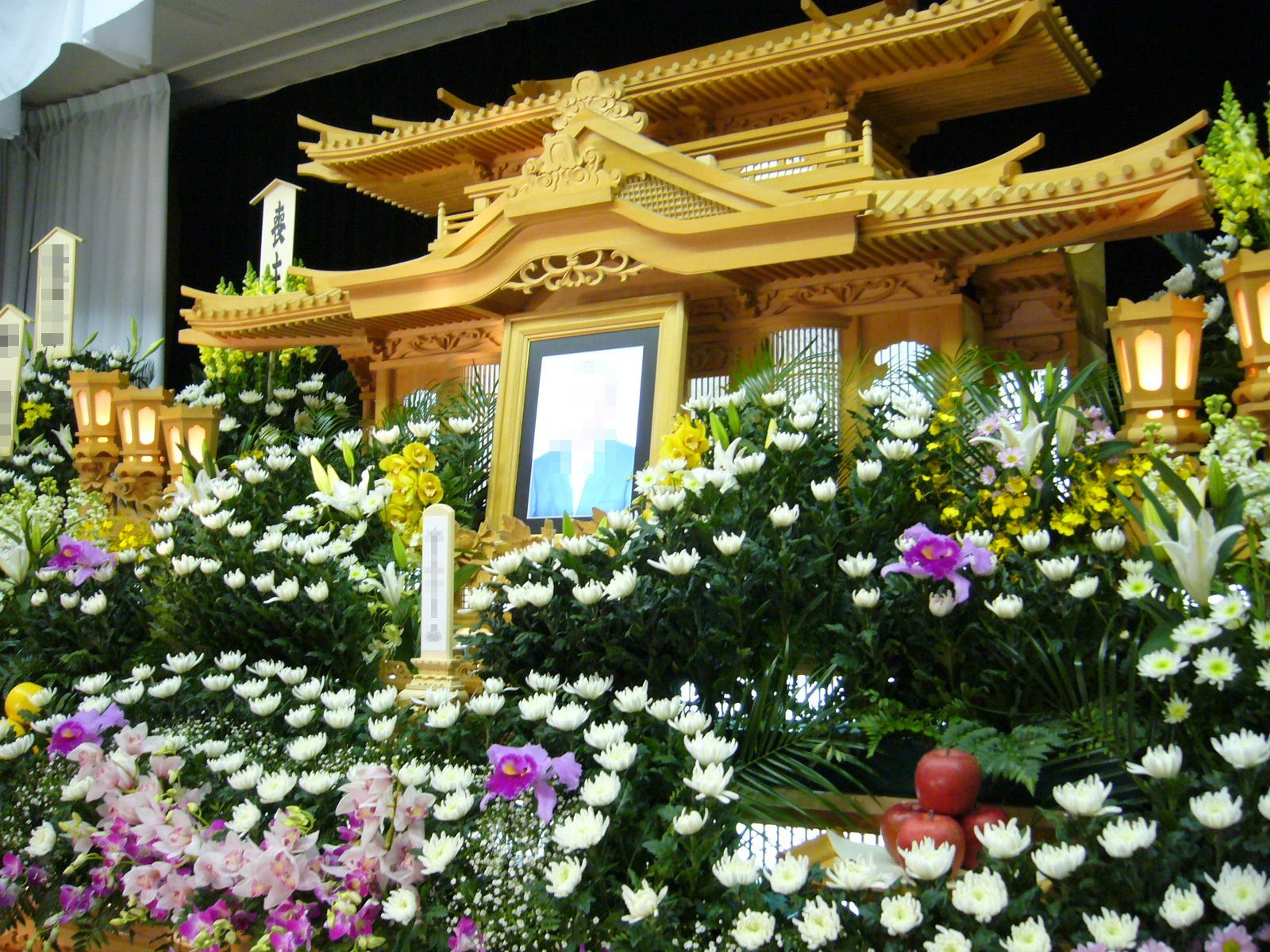
仏式の葬儀の祭壇の例

日本の葬儀の大部分は仏式（葬式仏教）で行われている。これは中世の日本において、鎌倉仏教の僧侶が葬儀や年季法要などを通じて、庶民の救済を図ろうとしたことに由来する。
1635年（寛永12年）頃に隠れキリシタン対策として、日本人全員を近くの寺に帰属させる寺請制度が始まり、1700年（元禄13年）ごろには、位牌、仏壇、戒名といった制度が導入され、葬式に僧侶がつくようになった。それまでは「葬式組」と呼ばれる村落共同体のグループが葬式を仕切り、棺や装具をつくったり炊き出しをしたりしていた。
浄土真宗、日蓮宗を除き日本の伝統仏教においては、葬儀は死者に対する授戒成仏が主たる意味を持つ。つまり、死者を仏弟子となるべく発心した者とみなし、戒を授け成仏させるための儀式である。
浄土真宗では教義上、無戒のため授戒はなく、仏徳を讃嘆し、故人を偲びつつ報謝のまことをささげる儀式となる。迷信を忌む宗風から、日や方角の吉凶を選ぶ、守り刀、逆さ屏風、左前の死装束、北枕、六文銭の副葬、棺桶の釘打ち、振り塩（後述）などの習俗は、原則として行わない。
日蓮宗では教義上、法華経を受持すること自体がすでに戒を保つことであるとして、死後あらためて受戒を行わないが、地域によっては通夜の際に受戒作法を行う場合もある。
葬儀の流れは宗派や地方により多少異なるが、大まかな流れは、まず死後すぐに枕経を行い遺体を拭き清める湯灌をした上で納棺し通夜を行う。翌日に葬儀と告別式を行い火葬・拾骨または土葬し、自宅に中陰壇が設けられる。遺族は、死者の追善を7日ごとに49日間にわたって中陰法要を行うものとされ、この期間を中有または中陰と呼ぶ。初七日はその最初の法要である。満中陰の七七日（四十九日）法要は一般に壇払い、または壇引きと呼ばれるもので、死者の遺骨や位牌を安置していた中陰壇を取り払うことからこのように呼ばれる。壇払いを済ませると服忌期間が終了し「忌明け」として遺族は日常生活へ戻る。
現代の日本では生活様式の変化から、この7日ごとの法要を全て行うことは少なくなりつつあり、会葬者が頻繁に集えないことや会場が葬儀場で営まれることなどから「繰り上げ法要」と称し、本来7日後に行う初七日を葬儀後に引き続いて行うことが多い。初七日は火葬を終えて自宅に帰る途中に所属寺院（菩提寺）に立ち寄って行われるか、自宅に帰り「還骨のお経」を兼ねて行うことが多い。有名人などの葬儀で密葬を行った上で本葬を行う場合、本葬終了後に初七日を行う場合もあり、このときは死後7日以上経過していても初七日として法要が行われる。また中陰法要の日は、初七日と七七日まで全て行えるよう参列者の都合を優先し、土曜日や日曜日に法要をずらすことがある。

#### キリスト教
キリスト教の葬儀の大きな特徴は、死をタブーや穢れと捉えず、葬儀もまた「天国への凱旋」として、悲しむべきものや忌むべきものとしてみなさない点である。教派により祭儀の形態が異なることから、葬儀の様式は一見大きく異なって見えるが、キリスト教の教義による死生観に基づき、この点については各教派とも共通して貫かれる。
葬儀の前夜の式典は、呪術的な必要から遺体を不寝番することを意味する「通夜」を避け、「前夜式」「前夜の祈り」などと呼ぶ。前夜式は自宅で行う場合もあるが、教会堂で行うことも多い。
キリスト教徒の比率が低い日本では、参列者はもとより遺族すらキリスト教徒で占められることは期待できないため、宗教的純潔主義の主張よりも地域の習俗を重んじる者らへの配慮が優先される。前夜式の設定のほか、焼香に代わる献花、「香典」「仏前」に代わる弔慰金の名目「御花料」などはそのために案出され、後に信仰的な意義付けがなされたものである。同様の理由で六曜「友引」には葬儀を控えることもあるが、これはほとんどの火葬場が休業であるという事情もある。また、死を穢れとみなさない教義から「清め塩」は使わない。
エホバの証人は、直葬後に追悼式を行う。遺族をはじめ参列者と故人を偲び、慰め合うとともに、聖書からの復活の希望を思い返す講話が行われる。葬儀には偶像崇拝に繋がる可能性のある遺影や遺骨を置かないが、故人の生前の人生を偲ぶ写真や物品が置かれたり、映像が流される事もある。

##### カトリック教会
日本におけるカトリック教会の葬儀は、先にのべたように地域の文化への適応という考え方から、現代の日本におけるカトリック教会の葬儀では、通夜に相当する前夜式、および葬儀という流れに沿って行われる。六曜「友引」に葬儀を控えることは本来はないが、火葬場が休業日になっているために日をずらすことはある。参列者のほとんどがカトリック信徒でない場合などは、参列者に配慮してミサに代えて「ことばの祭儀」が行われることもある。
前夜式では聖書の朗読、聖歌、死者のための祈り、棺への献香と参加者による献花あるいは焼香、遺族代表のあいさつなどが行われる。通夜は教会で行われるとは限らず、自宅や葬儀場で行われることもある。葬儀は教会での「葬儀ミサ」という形で行われるが、状況に応じて自宅で行われる場合もある。ラテン典礼の「葬儀式次第」には、葬儀の行われる場所（自宅、教会、墓地）によって3種類の葬儀の方法が示されている。
葬儀は、通常4部で構成されている。一般的な葬儀ミサと通常のミサとの違いは、会場が葬儀にふさわしく装飾されることと、聖書の朗読箇所・聖歌・祈り・説教の内容などが葬儀に合わせて選ばれるということである。ミサとあわせるかたちで続けて告別式と葬送が行われる。告別式では一般的な葬儀と同様に、故人の紹介、弔辞、弔電の紹介、献花、遺族代表のあいさつなどが行われる。通夜および葬儀の時に用いる司祭（助祭）の祭服の色は、各地方の状況と伝統に適応したものを使用できる。かつては黒が用いられていたが紫で代用されることが多くなり、近年は（復活の希望を表す）白を用いることも勧められている。
また、死後特定の日に集まって故人を弔う日本の習慣にあわせ、一周忌や命日などに故人のための命日祭（記念の集い）が行われることもある。カトリック教会では11月を「死者の月」、11月2日を「死者の日」と定めており、死者のためのミサや追悼の祈りが捧げられる。

##### プロテスタント
日本におけるプロテスタントの葬儀でも、仏教の葬儀様式に慣れた参列者の便宜を図り、前夜と当日との2日にわたって典礼を行うことが少なくない。
告別式の式典は礼拝そのものであるため、その式次第は基本的に通常の日曜日の礼拝と同じであり、故人が地上で行う最後の礼拝と意味付ける教派もある。従って、基本的に教会堂で行われ、祈祷、聖書朗読、説教、賛美歌、祝福などにより構成される。これに付随して、友人などによる追悼の辞、遺族の挨拶、献花などが追加されることが多い。故人の略歴の紹介・記憶の披露などは、牧師の説教に組み入れられることも別個の項目となることもある。

##### 正教会
正教会では、世界的には土葬が基本であるが、日本正教会では日本の法令等の事情により火葬を行っている。
正教会の奉神礼（礼拝）は立って行うことが基本である。起立する姿勢は伝統的に「復活の生命に与って立つ」ことを象徴するとされるからである。従って司祭・輔祭・詠隊（聖歌隊）は勿論、参祷者も埋葬式の間は継続して立ち続けることが求められる。ただし障害者や高齢の参祷者などはこの限りでない。
正教会でも（埋葬式やパニヒダに限定されず）香炉は用いられて大切な習慣と位置付けられるが、振り香炉を扱うのは司祭と輔祭であり、参祷者が香炉に触れる事は無い。参祷者が永眠者と対面する際には、棺への献花の習慣がある。
正教会のパニヒダと埋葬式では、「永遠の記憶」と呼ばれる祈祷文が唱えられる。輔祭（輔祭が居ない場合は司祭）が永眠者の霊（たましい）の安息を願う祈祷文を朗誦した後、「永遠の記憶、永遠の記憶、永遠の記憶」と3回歌われる聖歌をもって終結するもので、人を生かす神による永遠の記憶が永眠者に与えられるように祈願する祈祷文である。

#### 無宗教
特定の宗教に依存しない葬儀もある。故人の宗教観を尊重する場合や、会社/団体葬などの場合に行うことがあるほか、宗教によっては異なる宗旨の葬儀への参列や焼香などを禁じるものも存在するため、遺族や参列者に異なる宗教的背景がある場合、それに配慮して無宗教で葬儀を行う場合もある。
無宗教の葬儀に特定の決まりはなく、式次第は主催者の裁量にゆだねられる。葬儀という名称でなく「お別れの会」などと呼ばれることもある。無宗教といっても、宗教的な側面を一切排除しなければならないわけではなく、むしろ特定の宗教に偏らないということが強調されることが多い。一般的には、黙祷、送る言葉（弔辞）、献花もしくは焼香といった形で進行する。仏式における読経の部分をなくし、通夜や告別式等は通常通りに行うだけの場合もある。

### 日本の葬祭業
葬儀は近親者が執り行なうのが基本である。しかし葬儀は短期間で大量の事務処理をこなさねばならず、また非常に頻度が低い行事のため、一般人のみで行なうのには限界がある。そこで葬祭をサポートするサービス業として葬祭業がある。事業免許はなく誰でも始められるが、遺体、宗教、関連法規など多岐にわたる知識が要求される。
葬祭業の従事者の技能を審査するため「葬祭ディレクター技能審査」が厚生労働省の認可の下で実施されている。設営、司会、進行には専門知識が必要である。また、霊柩車は特定貨物輸送となり、運送業の許認可が必要である。
従来は景気に左右されにくい産業であったが、平成時代には従来の死をタブー視する風潮に対する反省や見直しが急速に広がり、葬儀の形が多様化した。さらには長引く平成不況と少子高齢化や人間関係の希薄化など、社会の変化に伴って葬儀の小規模化が急速に進んだ。

#### 葬儀の消費者トラブル
葬儀は宗教や宗派によってその所作が大きく異なることもあり、多くの人は葬儀の知識が不足している。そうした遺族の無知に付け入り、法外な金額の葬儀費用を請求する事例が増えており、消費生活センターなどに相談が寄せられている。葬儀費用には、葬儀本体価格の他に、飲食や返礼品などの実費費用が別途必要になるが、事前に参列者数が分からないため、葬儀打合せ時の見積りには合計金額が書かれていないことも多い。この場合、請求時に実費費用分が加算されてトラブルになりやすい。
互助会に加入の場合も解約などトラブルがある。これは互助会加入時にセールスマンが会員獲得のため過剰なセールストークを展開し、積立金分の割引にしかならないこと、積立金には金利等は一切がつかないこと、解約時に手数料が徴収されることなどの説明不足もトラブルの一因となっている。また解約自体がスムーズに行われない事例や、事前に説明のない追加料金を請求する事例もある。2011年12月には、冠婚葬祭業者の互助契約を解約した際に、高額な手数料を請求することが消費者契約法に違反するとの初判断が、京都地方裁判所で示されている。
そのほか、政治家が自らの選挙区内での葬儀に香典を支出し、公職選挙法違反に当たるとして議論になることがある。

#### 葬儀業者と僧侶
葬儀業者が寺院（僧侶）を紹介することが少なくないが、その場合に僧侶が受け取った布施の一部が葬儀業者にリベートとして渡るという不透明な商慣行が広がりつつある。リベートは僧侶が属しない宗教法人の口座に振り込まれることもあり、税金逃れの可能性も指摘されている。
また、通夜を含めた葬儀関連の行事に、僧の資格を持たない見習いを行かせていた寺が存在している。

#### その他
生活困窮者が死亡した際の火葬代などとして厚生労働省が支給する葬祭扶助費の総額が、2021年度には全国で約104億円に及ぶことが明らかになっている。困窮する独居高齢者の増加のほか、故人の引き取りを拒否する親族の増加が背景にあるとされ、多死社会における公的支援のあり方が問われている。

## 関連作品
映画
- 『お葬式』 - 伊丹十三監督による1984年公開の日本映画
- 『社葬』 - 舛田利雄監督による1989年公開の日本映画
- 『寝ずの番』 - マキノ雅彦監督による2006年公開の日本映画
- 『お葬式に乾杯!』 - ニール・ラビュート監督による2010年公開のアメリカ映画
- 『おくりびと』 - 滝田洋二郎監督による2008年公開の日本映画

テレビドラマ
- 『赤い霊柩車シリーズ』 - 1992年から放送開始（フジテレビ系列）
- 『最高の人生の終り方〜エンディングプランナー〜』 - 2012年1月12日放送開始 - 3月15日終了（TBS系列）

漫画
- 『おわるうございます～葬儀社人情物語～』 -  小塚敦子（秋田書店刊）

## テロの標的
葬儀は、宗派やコミュニティ単位で行われる場合が多いため、しばしば対立者が仕掛けるテロの標的となることがある。
テロの事例
- 2008年4月17日 - イラク ディヤーラー県のスンナ派の村で、戦闘による死亡者の葬儀を狙った自爆攻撃があり51人以上が死亡。
- 2013年9月14日 - イラク モスル市内でシャバク人の葬儀を狙った自爆攻撃があり26人が死亡、46人が負傷。
- 2017年12月31日 - アフガニスタン ジャララバード市内で行われた元政府高官の葬儀で自爆攻撃があり15人が死亡、十数人が負傷。